# یواس‌اس ویرلند (پی‌سی-۱۱)
یواس‌اس ویرلند (پی‌سی-۱۱) (به انگلیسی: USS Whirlwind (PC-11)) یک کشتی بود که طول آن ۱۷۴ فوت (۵۳ متر) بود. این کشتی در سال ۱۹۹۴ ساخته شد.